# Мајк Тејлор
Мајк Тејлор (енгл. Mike Taylor; Чикаго, 21. јануар 1986) је амерички кошаркаш. Игра на позицији плејмејкера.

## Каријера
Наступао је за Клиперсе у једној НБА сезони 2008/2009. У њој је остварио запажен учинак са фантастичном утакмицом у Медисон сквер гардену против Никса, када је забележио 35 поена. На 5 утакмица био је и стартер.
Двадесетог новембра је потписао први европски уговор са екипом Црвене звезде. И поред врло лоше сезоне и лоше финансијске ситуације у Звезди, остварио је запажене партије, нарочито у Улеб купу.